# 22540 Морк
22540 Морк (22540 Mork) — астероїд головного поясу, відкритий 20 березня 1998 року.
Тіссеранів параметр щодо Юпітера — 3,295.